# Jacqueline Logan
Jacqueline Logan, nata Jacqueline Medura Logan (Corsicana, 30 novembre 1901 – Melbourne, 4 aprile 1983), è stata un'attrice, ballerina e attivista statunitense.

## Biografia

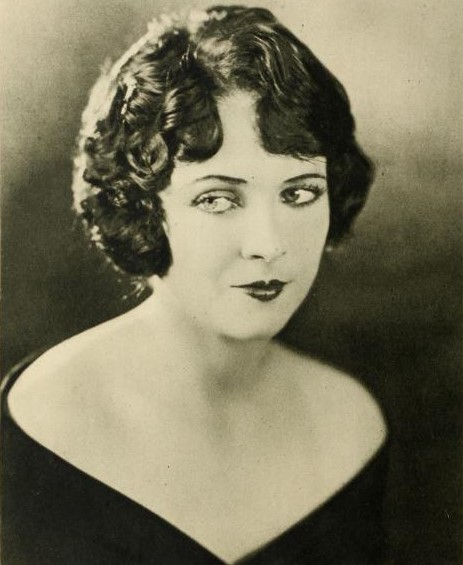
Jacqueline Logan nel 1924

Figlia di un noto architetto e di una cantante lirica, Jacqueline Logan nacque nel Texas, a Corsicana, il 30 novembre 1901. Per ragioni di salute, si trasferì per un breve periodo a Colorado Springs: in quella città, frequentò un corso di giornalismo tenuto da Ford Frick. Con la scusa di andare in visita da uno zio, si recò a Chicago dove invece cercò lavoro come ballerina, mentendo sulla sua vera età per essere assunta. Quando lo zio la ritrovò, il risultato fu che dovette lasciare quel lavoro. Andò allora a New York, dove ebbe una particina in Florodora, un famoso musical di Broadway del 1920. Lì, venne notata da Florenz Ziegfeld: il celebre impresario la prese come ballerina. Doveva sostituire Billie Donovan che aveva lasciato la compagnia per recarsi a Hollywood. Sempre sotto l'ala protettiva di Ziegfeld, Jacqueline posò per il famoso fotografo Alfred Cheney Johnston ed ebbe una parte in una commedia di Johnny Hines.

### Carriera cinematografica

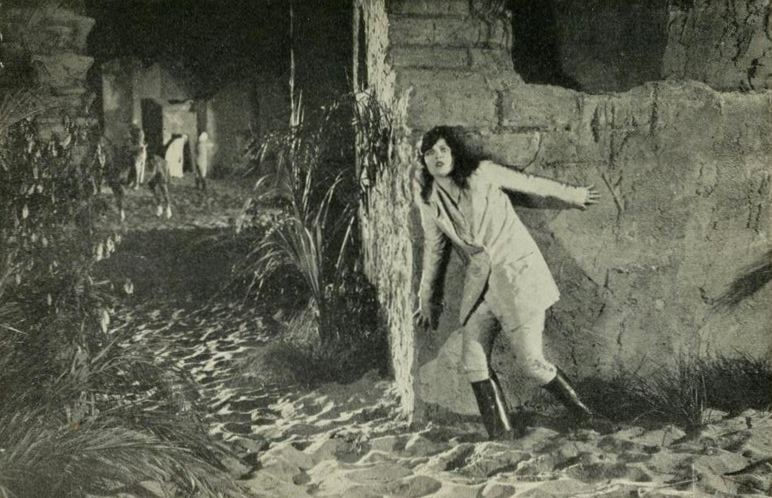
Burning Sands (1922)

Fece il suo primo provino cinematografico insieme a uno sconosciuto Ben Lyon. L'attore, marito di Bebe Daniels, sarebbe diventato in seguito uno dei volti più noti del cinema muto. Logan, sotto contratto con l'Associated Producers, recitò nel 1921 con Jane Peters - un'attrice che poi diventò famosa con il nome Carole Lombard - nel film A Perfect Crime. In quell'anno, Jacqueline girò anche Molly O', che aveva come protagonista Mabel Normand. Nei primi anni venti, la giovane attrice - che aveva vinto la prima edizione del concorso WAMPAS Baby Stars - passò presto a ruoli di protagonista, lavorando a fianco di attori come Thomas Meighan, Milton Sills, Ricardo Cortez, Leatrice Joy, Richard Dix, Lon Chaney e William Powell.
Nel novembre 1924, venne coinvolta nel caso della misteriosa morte di Thomas H. Ince al quale, si vociferò, sarebbe stato sparato a bordo dello yacht di William Randolph Hearst: Jacqueline Logan - che all'epoca era sotto contratto del famoso produttore - faceva parte del gruppo di ospiti dell'Oneida, lo yacht appartenente al potente editore. Il caso non fu mai risolto, ma alcune delle ipotesi più credibili tendono ad attribuire la morte di Ince a uno sparo dello stesso Hearst che avrebbe colpito per errore il produttore, il cui bersaglio era forse Charlie Chaplin.
Nel 1926, fu una dei protagonisti, insieme a Louise Fazenda, di Footloose Widow e di Blood Ship con Richard Arlen. Altri prestigiosi partner furono Antonio Moreno e i fratelli Lionel e John Barrymore.
Nel 1927, Jacqueline venne scelta da Cecil B. DeMille per il ruolo di Maria Maddalena nel suo Il re dei re, un film che raggiunse il record di incassi al botteghino e che, ancora molti anni dopo la sua uscita, continuò a essere proiettato in ogni parte del mondo. Quando si passò al sonoro, la voce di Jacqueline venne registrata su disco per aggiungerla alla sonorizzazione del film.
Ma, attrice di cinema muto, Logan non rinnovò il suo successo con l'avvento del sonoro. Fu nel cast tutto stelle di uno dei primissimi musical, Rivista delle nazioni, quindi lavorò per la Columbia Pictures di Harry Cohn. Tornata a lavorare in teatro, recitò in Inghilterra. In Gran Bretagna, le venne affidata dalla British International Pictures la realizzazione di un film, Strictly Business, di cui firmò la sceneggiatura e la regia e che, alla sua uscita, ebbe un buon successo. Quando, però, ritornò negli Stati Uniti, Cohn - pur complimentandosi con lei per la buona riuscita nella sua nuova professione - non considerò l'idea di prendere una donna regista nella sua scuderia e per lei la nuova carriera morì sul nascere.
Logan si ritirò dalle scene nel 1934, dopo il suo matrimonio con un industriale, Larry Winston. Le ultime sue apparizioni su un palcoscenico furono a Broadway, in due spettacoli teatrali. Ritornò eccezionalmente sullo schermo nel 1973, nel film Secrets of a Door-to-Door Salesman.

## Ultimi anni
Dopo il divorzio dal marito nel 1947, Jacqueline Logan mantenne la sua residenza nella contea di Westchester, nello Stato di New York. Gli inverni, invece, li passava in Florida insieme alle amiche Lila Lee e Dorothy Dalton, anche loro famose attrici del muto.
Fervente repubblicana e conservatrice, membro della John Birch Society, organizzazione di estrema destra, si spese in attività politiche contro quelle che lei riteneva movimenti o associazioni pericolosi per la costituzione degli Stati Uniti.
Morì a Melbourne, in Florida, il 4 aprile 1983 e fu sepolta nel Greenwood Cemetery di Decatur, nell'Illinois.

## Riconoscimenti
Jacqueline Logan fu, nel 1922, una delle vincitrici del concorso WAMPAS Baby Stars

## Filmografia
La filmografia è completa.

### Attrice
- A Perfect Crime, regia di Allan Dwan (1921)
- White and Unmarried, regia di Tom Forman (1921)
- The Fighting Lover, regia di Fred LeRoy Granville (1921)
- Molly O', regia di F. Richard Jones (1921)
- Paradiso folle (Fool's Paradise), regia di Cecil B. DeMille (1921)
- Gay and Devilish, regia di William A. Seiter (1922)
- A Tailor-Made Man o A Tailor Made Man, regia di Joseph De Grasse (1922)
- Sabbie ardenti (Burning Sands), regia di George Melford (1922)
- Saved by Radio, regia di William James Craft (1922)
- Ebb Tide, regia di George Melford (1922)
- A Blind Bargain, regia di Wallace Worsley (1922)
- Java Head, regia di George Melford (1923)
- Mr. Billings Spends His Dime, regia di Wesley Ruggles (1923)
- Sixty Cents an Hour, regia di Joseph Henabery (1923)
- Hollywood, regia di James Cruze (1923)
- Salomy Jane, regia di George Melford (1923)
- The Light That Failed, regia di George Melford (1923)
- Flaming Barriers, regia di George Melford (1924)
- The Dawn of a Tomorrow, regia di George Melford (1924)
- Code of the Sea, regia di Victor Fleming (1924)
- Dynamite Smith, regia di Ralph Ince (1924)
- The House of Youth, regia di Ralph Ince (1924)
- Manhattan, regia di R.H. Burnside (1924)
- A Man Must Live, regia di Paul Sloane (1925)
- The Sky Raider, regia di T. Hayes Hunter (1925)
- Playing with Souls, regia di Ralph Ince (1925)
- If Marriage Fails, regia di John Ince (1925)
- Grazie! (Thank You), regia di John Ford (1925)
- Peacock Feathers, regia di Svend Gade (1925)
- L'ospite senza nome (When the Door Opened), regia di Reginald Barker (1925)
- Wages for Wives, regia di Frank Borzage (1925)
- The Outsider, regia di Rowland V. Lee (1926)
- White Mice, regia di Edward H. Griffith (1926)
- Out of the Storm, regia di Louis J. Gasnier (1926)
- Tony Runs Wild, regia di Tom Buckingham (1926)
- Footloose Widows, regia di Roy Del Ruth (1926)
- One Hour of Love, regia di Robert Florey (1927)
- Il re dei re (The King of Kings), regia di Cecil B. DeMille (1927)
- The Blood Ship, regia di George B. Seitz (1927)
- For Ladies Only, regia di Henry Lehrman e Scott Pembroke (1927)
- Marito in trappola (The Wise Wife), regia di E. Mason Hopper (1927)
- La donna leopardo (The Leopard Lady), regia di Rupert Julian (1928)
- Midnight Madness, regia di F. Harmon Weight (1928)
- Broadway Daddies, regia di Fred Windemere (1928)
- Una nueva y gloriosa nación, regia di Albert H. Kelley (1928)
- The Cop, regia di Donald Crisp (1928)
- Stocks and Blondes, regia di Dudley Murphy (1928)
- Power, regia di Howard Higgin (1928)
- The Look Out Girl, regia di Dallas M. Fitzgerald (1928)
- Nothing to Wear, regia di Reginald Barker (1928)
- Ships of the Night, regia di Duke Worne (1928)
- The River Woman, regia di Joseph Henabery (1928)
- Sombras habaneras, regia di René Cardona e Cliff Wheeler (1929)
- The Faker, regia di Phil Rosen (1929)
- Stark Mad, regia di Lloyd Bacon (1929)
- La veste nuziale (The Bachelor Girl), regia di Richard Thorpe (1929)
- The King of the Kongo, regia di Richard Thorpe (1929)
- Rivista delle nazioni (The Show of Shows), regia di John G. Adolfi (1929)
- Il generale Crack (General Crack), regia di Alan Crosland (1929)
- Symphony in Two Flats, regia di Gareth Gundrey (1930)
- Marinaio di guardia (The Middle Watch), regia di Norman Walker (1930)
- Shadows, regia di Alexander Esway (1931)
- Secrets of a Door-to-Door Salesman, regia di Wolf Rilla (1974)

### Regista
- Strictly Business (1931)

### Sceneggiatrice
- Strictly Business, regia di Jacqueline Logan (1931)

### Film o documentari dove appare Jacqueline Logan
- Screen Snapshots, Series 3, No. 5 (1922)
- Hollywood (1923)
- Hollywood documentario tv, regia di Kevin Brownlow e David Gill (1980)

## Spettacoli teatrali
- Florodora revival (Broadway 5 aprile 1920)
- Two Strange Women (Broadway, 10 gennaio 1933)
- Merrily We Roll Along (Broadway, 29 settembre 1934)